# Вімодроне
Вімодроне (італ. Vimodrone) — муніципалітет в Італії, у регіоні Ломбардія, метрополійне місто Мілан.
Вімодроне розташоване на відстані близько 480 км на північний захід від Рима, 10 км на північний схід від Мілана.
Населення — 16 766 осіб (2012).
Покровитель — San Remigio.

## Демографія
Населення за роками:

Станом на 1 січня 2023 року в муніципалітеті офіційно проживали 1732 іноземці з 79 країн, серед них 379 громадян країн Євросоюзу та 90 громадян України.

## Уродженці
- Роберто Фонтаніні (*1962) — італійський футболіст, захисник.

## Сусідні муніципалітети
- Чернуско-суль-Навільйо
- Колоньо-Монцезе
- Мілан
- Пйольтелло
- Сеграте